# Midtjyllands Lufthavn
Midtjyllands Lufthavn, tidigare Karup Lufthavn, är en flygplats utanför Karup i Danmark. Den öppnade den 1 november 1965 och har fyra landningsbanor. Den bytte namn från Karup Lufthavn till Midtjyllands Lufthavn den 5 februari 2017.
Den civila flygplatsen delar rullbanor med den militära flygbasen Flyvestation Karup. Basen byggdes under andra världskriget av den tyska ockupationsmakten och vars namn i  Luftwaffe då var Fliegerhorst Grove.

## Flygbolag och destinationer
Norwegian Air Shuttle har fyra avgångar till Kastrups flygplats på vardagar.

## Tillbud och olyckor
Sedan 2008 har tre tillbud rapporterats, samtliga utan personskador.